# Nezumia tomiyamai
Nezumia tomiyamai es una especie de pez de la familia Macrouridae en el orden de los Gadiformes.

## Morfología
• Los machos pueden llegar alcanzar los 35 cm de longitud total.

## Hábitat
Es un pez de aguas  templadas

## Distribución geográfica
Se encuentra en la costa  pacífica del Japón.